# La belva (film 2020)
La belva è un film del 2020 diretto da Ludovico Di Martino. Il film è stato distribuito globalmente su Netflix il 27 novembre 2020.

## Trama
Leonida Riva, un veterano del 9º reggimento incursori Col Moschin, soffre di disturbo da stress post-traumatico e assume psicofarmaci. Quando la figlia Teresa viene rapita, si mette alla ricerca dei rapitori, mostrando il suo lato più oscuro.

## Distribuzione
Il film è uscito come esclusiva al cinema i giorni 26, 27 e 28 ottobre 2020, e distribuito il 27 novembre 2020 su Netflix.